# Петровірівська сільська територіальна громада
Петровірівська сільська громада — територіальна громада України, в Березівському районі Одеської області з адміністративним центром у селі Петровірівка.
Площа території — 292,4 км², населення громади — 4 890 осіб (2020 р.).
Утворена 17 липня 2020 року відповідно до Постанови Верховної Ради на базі визначення громад Розпорядженням Кабінету Міністрів України № 720-р від 12 червня 2020 року «Про визначення адміністративних центрів та затвердження територій територіальних громад Одеської області» у складі Армашівської, Новосвітівської та Петровірівської сільських рад.

## Населені пункти
До складу громади увійшли 10 сіл:
- Армашівка
- Бердинове
- Жуковське
- Костянтинів
- Крижанівка
- Новосвітівка
- Петровірівка
- Польове
- Ревова
- Розкішне